# Altishofen

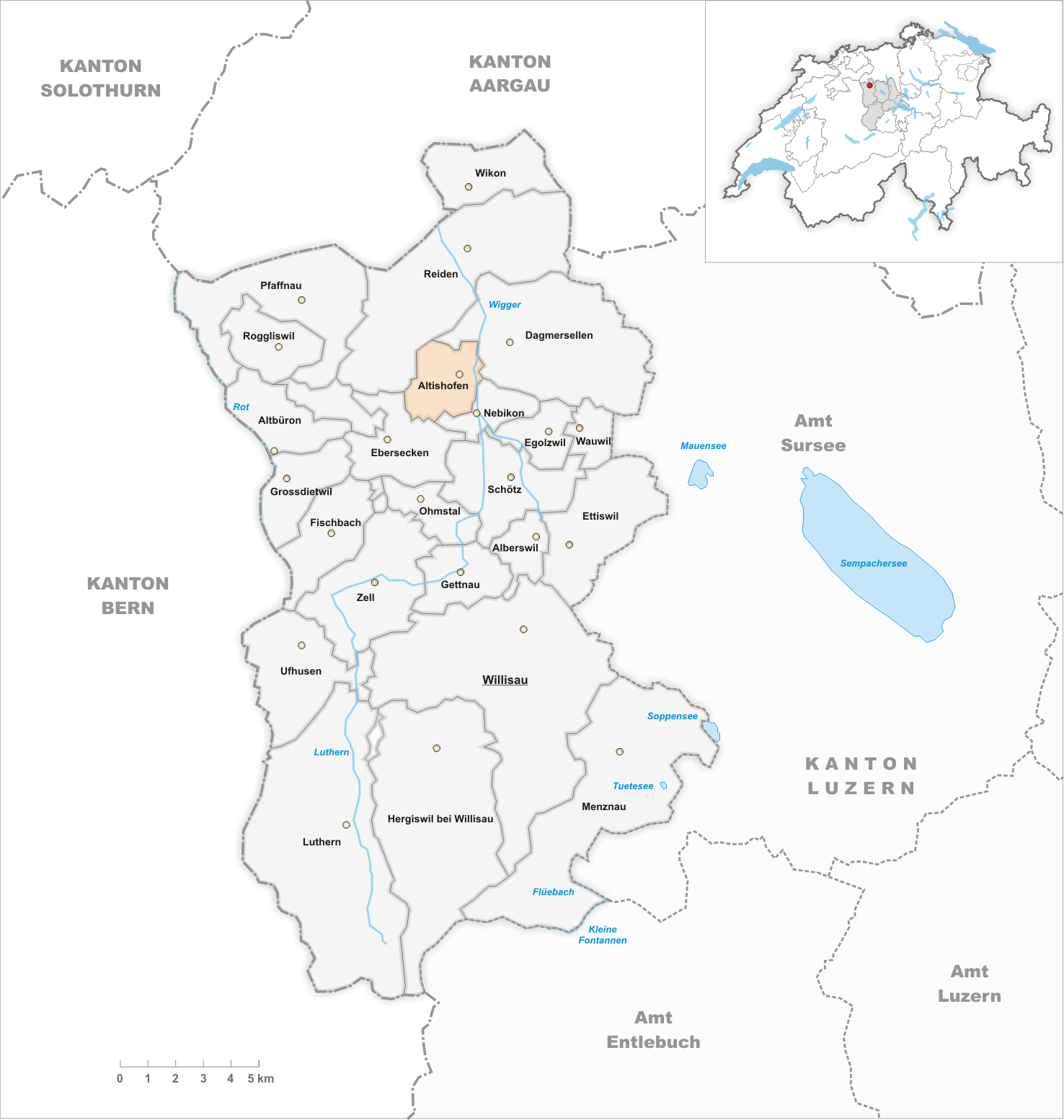
Altishofen

Altishofen là một đô thị thuộc huyện Willisau trong bang Lucerne ở Thụy Sĩ.
Altishofen được đề cập lần đầu khoảng năm 1184-90 với tên Alteloshovin. Năm 1190, khu vực này được đề cập với tên Alteloshoven.
Altishofen có diện tích tính đến  năm 2006 5,7 km² (Lỗi biểu thức: Dấu phân cách “,” không rõ ràng mi²), trong đó có 51% đất nông nghiệp, 38,5% là diện tích rừng. 10,1% là đất xây dựng (đường sá và nhà cửa). Đô thị này nằm bên Wiggertal. Đô thị này gồm làng Altishofen và làng nhỏ Eichbühl.
|}